# 迦密唐賓南紀念中學
迦密唐賓南紀念中學（英語：Carmel Bunnan Tong Memorial Secondary School），是位處香港新界西屯門湖景邨一座連環型校舍的中文中學，英文簡稱「CBTMSS」，學校屬於政府資助的基督教全日制男女子文法中學。

## 背景資料
迦密唐賓南紀念中學是基督教興學會有限公司於1982年所創辦的中學。

## 歷屆校長
- 容玉潔女士（1982－1991）
- 賀㯋女士（1991－2010）
- 林艷玲女士（2010－2019）
- 楊秀鳳女士（2019－2023)
- 陳海智博士（2023－至今）

## 外部連結
- 迦密唐賓南紀念中學網頁 （页面存档备份，存于）

## 資料來源
1. ↑  .   [2018-07-03]. （原始内容存档于2018-07-03）.
2. ↑  . SSP2017.   [2018-07-03]. （原始内容存档于2018-07-03） （英语）.
3. ↑  . 明校網.   [2024-10-02]. （原始内容存档于2021-09-23）.